# Karl Link
Karl Link (Herrenberg, 27 de julio de 1942) es un deportista alemán que compitió para la RFA en ciclismo en la modalidad de pista, especialista en la prueba de persecución por equipos.
Participó en dos Juegos Olímpicos de Verano,  en la prueba de persecución por equipos, obteniendo en total dos medallas, oro en Tokio 1964 (junto con Ernst Streng, Lothar Claesges y Karl-Heinz Henrichs) y plata en México 1968 (con Udo Hempel, Karl-Heinz Henrichs y Jürgen Kißner).
Ganó tres medallas en el Campeonato Mundial de Ciclismo en Pista entre los años 1964 y 1967.

## Medallero internacional
| Juegos Olímpicos   | Juegos Olímpicos          | Juegos Olímpicos  | Juegos Olímpicos            |
| Año                | Lugar                     | Medalla           | Competición                 |
| ------------------ | ------------------------- | ----------------- | --------------------------- |
| 1964               | Tokio (Japón)             | Medalla de oro    | Persecución por equipos     |
| 1968               | Ciudad de México (México) | Medalla de plata  | Persecución por equipos     |
| Campeonato Mundial |                           |                   |                             |
| Año                | Lugar                     | Medalla           | Competición                 |
| 1964               | París (Francia)           | Medalla de oro    | Persecución por equipos (A) |
| 1966               | Fráncfort (RFA)           | Medalla de plata  | Persecución por equipos (A) |
| 1967               | Ámsterdam (Países Bajos)  | Medalla de bronce | Persecución por equipos (A) |